# CASZ1
CASZ1‏ (Castor zinc finger 1) هوَ بروتين يُشَفر بواسطة جين CASZ1 في الإنسان.